# Slovenské poľnohospodárske múzeum
Slovenské poľnohospodárske múzeum (SPM) sídlí v Nitře, v městské části Chrenová, úřední adresa je Dlouhá 92.

## Historie
Muzeum bylo založeno 23. října 1922 v Bratislavě, ale z důvodu poškození během 2. světové války bylo přesunuto do Nitry. Pod správu státního podniku Agrokomplex – Výstavníctvo Nitra patří od 1. ledna 1978. Nové expozice byly veřejnosti zpřístupněny v roce 1992.

## Současnost
Expozice SPM se rozprostírají na ploše přibližně 8 900 m². Kromě výstavních prostor je součástí muzea i skanzen, Nitranská polní železnice a knihovna. Celková plocha areálu muzea zaujímá rozlohu více než 30 hektarů. SPM vlastní ve svém sbírkovém fondu 28 tisíc sbírkových předmětů z celé oblasti zemědělství, knihovna obsahuje 43 363 ks knižních jednotek.

### Stálé expozice SPM
- Nejstarší dějiny zemědělství
- Zemědělské motivy v umění
- Tradiční řemesla
- Zemědělské stroje a letectví
- Ochrana rolnické usedlosti před požárem
- Skanzen

## Skanzen
Skanzen SPM nabízí 33 objektů dokumentujících zemědělskou minulost. Patří sem škola z 19. stol., mléčnice, pálenice, lisovna oleje z 18. stol., strojový a voštinársky Záboj z 19. stol., válcový mlýn, kamenný mlýn, vinohradnický hajloch, pekárna, salaš, zimní maštal, čistička osiv, stoupa na konopí – válcová a kladivová, valcha a seníky z 19. stol., včelíny, raně středověká rolnická usedlost, symbolický hřbitov a konzum (obchod), kde se dají připravit ochutnávky tradiční meltové kávy a v pekárně upéct oplatky.

## Nitranská polní železnice
V areálu skanzenu se nachází i Nitranská polní železnice, která je nejdéle zachovanou polní železnicí na území Slovenska. Unikátní úzkorozchodná polní železnice, parní lokomotivy, vyhlídkové a kryté vozy, dřevěné staničky, přednosta stanice, strojvedoucí, výhybkář a průvodci s již historickými štikadlami, jsou lákadlem pro malé i velké návštěvníky.